# اچ‌ام‌اس کمپرداون (۱۸۸۵)
اچ‌ام‌اس کمپرداون (۱۸۸۵) (به انگلیسی: HMS Camperdown (1885)) یک کشتی بود که طول آن ۳۳۰ فوت (۱۰۰ متر) بود. این کشتی در سال ۱۸۸۵ ساخته شد.